# الويلي السافل (القفر)

تعديل مصدري - تعديل

الويلي السافل هي إحدى قرى عزلة بني مسلم بمديرية القفر التابعة لمحافظة إب، بلغ تعداد سكانها 152 نسمة حسب تعداد اليمن لعام 2004.